# Chino Pozo
Francisco „Chino“ Pozo (* 4. Oktober 1915 in Havanna; † 28. April 1980 in New York City) war ein kubanischer Percussionist.
Pozo ist der Vetter des Sängers und Perkussionisten Chano Pozo und lernte Klavier, Bass und Percussion autodidaktisch. Er ging 1937 von Kuba in die Vereinigten Staaten und spielte zunächst von 1941 bis 1943 mit Machito, 1943 bis 1949 mit den „Jack Cole Dancers“ und einer Reihe von Orchestern der kubanischen Musik, wie mit Jose Curbelo und Tito Puente. Mit dem Jazz kam er durch Fats Navarro, A. K. Salim, Billy Taylor und Tadd Dameron (Jahbero) in Berührung. Zu Beginn der 1950er Jahre war er an der „Afro-Cuban Suite“ von Machito und Chico O’Farrill beteiligt, in der als Solist Charlie Parker herausgestellt wurde, begleitete 1954/5 Peggy Lee und arbeitete 1955 mit Stan Kenton und 1956 mit Herbie Mann. In den 1950er Jahren nahm er auch mit Musikern wie Pérez Prado, Xavier Cugat (1959), René Touzet (1959), Illinois Jacquet, Les Jazz Modes, Chris Connor, Phineas Newborn und Dizzy Gillespie auf. In den 1960er Jahren arbeitete er u. a. für Peggy Lee, Gábor Szabó und Clark Terry. Die letzten Jahre seines Lebens verbrachte er in Las Vegas und spielte dort mit Paul Anka.